# Жирусанс
Жируса́нс (фр. Giroussens, окс. Girocens) — коммуна во Франции, находится в регионе Юг — Пиренеи. Департамент — Тарн. Входит в состав кантона Лавор. Округ коммуны — Кастр.
Код INSEE коммуны — 81104.

## География
Коммуна расположена приблизительно в 570 км к югу от Парижа, в 32 км северо-восточнее Тулузы, в 35 км к юго-западу от Альби.
По территории коммуны протекает река Агу и её приток — река Даду.

## Климат
Климат умеренно-океанический. Зима мягкая и дождливая, лето жаркое с частыми грозами. Ветры довольно редки.

## Население
Население коммуны на 2010 год составляло 1365 человек.
| 1962 | 1968 | 1975 | 1982 | 1990 | 1999 | 2010 |
| ---- | ---- | ---- | ---- | ---- | ---- | ---- |
| 1031 | 1054 | 1066 | 1058 | 1051 | 1040 | 1365 |

## Администрация
| Период | Период | Фамилия        | Партия                                                    | Примечания |
| ------ | ------ | -------------- | --------------------------------------------------------- | ---------- |
| 2001   | 2008   | Казимир Бельда | Союз за французскую демократию → Демократическое движение |            |
| 2008   | 2014   | Жан-Луи Клостр | Разные левые                                              |            |
| 2014   | 2020   | Жиль Тюрлан    | беспартийный                                              |            |

## Экономика
В 2007 году среди 806 человек в трудоспособном возрасте (15—64 лет) 634 были экономически активными, 172 — неактивными (показатель активности — 78,7 %, в 1999 году было 70,9 %). Из 634 активных работали 601 человек (332 мужчины и 269 женщин), безработных было 33 (15 мужчин и 18 женщин). Среди 172 неактивных 55 человек были учениками или студентами, 58 — пенсионерами, 59 были неактивными по другим причинам.

## Достопримечательности
- Приходская церковь Сен-Сальви (XV век). Исторический памятник с 1970 года.[5]

## Фотогалерея
- Река Агу
- Церковь Сен-Сальви
- Интерьер церкви Сен-Сальви
- Замок Бельбез
- Мэрия
- Сады Мартель
- Сады Мартель